# Alexeï Khovanski
Alexeï Andreïevitch Khovanski, selon l'orthographe allemande utilisée autrefois en alphabet latin Chowanski (en russe : Алексей Андреевич Хованский ; né en 1814 à Penza et mort le 29 janvier 1899 à Voronej) est un philologue et linguiste russe du XIXe siècle.

## BIographie
Il fut l’éditeur du premier journal linguistique scientifique russe « Les Annales de Philologie ». Il publia cette revue scientifique sur ses propres revenus et le dirigea pendant près de quarante ans. En reconnaissance de ses contributions à la langue russe, il est devenu chevalier de l'Ordre de Sainte-Anne et de l'Ordre de Saint-Vladimir.
Une grande quantité de lettrés slaves et russes célèbres publièrent leurs articles dans son journal. Il était « seulement »" un professeur russe, mais beaucoup de scientifiques le considéraient comme leur pair. Fiodor Bouslaïev, membre de l’Académies des sciences impériales russe déclara : « Chowanski était non seulement l'éditeur de contributions de spécialistes, mais également un vrai rédacteur. C'était un spécialiste qui dirigeait, corrigeait et annotait les articles de ses auteurs ».
Le contenu principal de son travail était la création « d'une méthode pratique pour les plus doués et les plus raisonnables ayant pour langue maternelle le russe. »
Il a nommé cette méthode « le mot vivant, ou la parole vivante » : « un mot vif, animé et fascinant avec un grand pouvoir pouvant captiver l'attention de l’auditeur. Une force qui déplace les cœurs et les sentiments ou, en d’autres termes l’âme de l’enseignement. Une histoire charmante et pleine d'humour ayant une grande importance pour tout scientifique ».
C’est après sa mort en 1899 qu’ont été établis les fonds Khovanski et le prix annuel des meilleurs professeurs.